# Saarinen (sjö i Multia, Mellersta Finland)
Saarinen är en sjö i kommunen Multia i landskapet Mellersta Finland i Finland. Arean är 41 hektar och strandlinjen är 4,42 kilometer lång. Sjön  ingår i Kumo älvs huvudavrinningsområde.   Den ligger omkring 75 kilometer nordväst om Jyväskylä och omkring 280 kilometer norr om Helsingfors. 
I sjön finns ön Sinisaari. 